# Saison 2018 du Tour européen PGA
 (septembre 2024).
La mise en forme du texte ne suit pas les recommandations de Wikipédia : il faut le « wikifier ».
Les points d'amélioration suivants sont les cas les plus fréquents :
- Les titres sont pré-formatés par le logiciel. Ils ne sont ni en capitales, ni en gras.
- Le texte ne doit pas être écrit en capitales (les noms de famille non plus), ni en gras, ni en italique, ni en « petit »…
- Le gras n'est utilisé que pour surligner le titre de l'article dans l'introduction, une seule fois.
- L'italique est rarement utilisé : mots en langue étrangère, titres d'œuvres, noms de bateaux, etc.
- Les citations ne sont pas en italique mais en corps de texte normal. Elles sont entourées par des guillemets français : « et ».
- Les listes à puces sont à éviter, des paragraphes rédigés étant largement préférés. Les tableaux sont à réserver à la présentation de données structurées (résultats, etc.).
- Les appels de note de bas de page (petits chiffres en exposant, introduits par l'outil «  Source ») sont à placer entre la fin de phrase et le point final[comme ça].
- Les liens internes (vers d'autres articles de Wikipédia) sont à choisir avec parcimonie. Créez des liens vers des articles approfondissant le sujet. Les termes génériques sans rapport avec le sujet sont à éviter, ainsi que les répétitions de liens vers un même terme.
- Les liens externes sont à placer uniquement dans une section « Liens externes », à la fin de l'article. Ces liens sont à choisir avec parcimonie suivant les règles définies. Si un lien sert de source à l'article, son insertion dans le texte est à faire par les notes de bas de page.
- La présentation des références doit suivre les conventions bibliographiques. Il est recommandé d'utiliser les modèles {{Ouvrage}}, {{Chapitre}}, {{Article}}, {{Lien web}} et/ou {{Bibliographie}}. Le mode d'édition visuel peut mettre en forme automatiquement les références.
- Insérer une infobox (cadre d'informations à droite) n'est pas obligatoire pour parachever la mise en page.

Pour une aide détaillée, merci de consulter Aide:Wikification.
Si vous pensez que ces points ont été résolus, vous pouvez retirer ce bandeau et améliorer la mise en forme d'un autre article.
L'European Tour 2018 était la 47e saison de l'European Tour, le principal circuit de golf professionnel en Europe depuis sa saison inaugurale en 1972.

## Changements pour la saison 2018
- Nouveaux tournois : Oman Open
- Tournois de retour sur le circuit (n'ayant pas été disputé sur la saison 2017) :
  - Open d'Espagne
  - AfrAsia Bank Mauritius Open
  - Open de Belgique

## Tournois
| Dates      | Tournoi                                     | Catégorie               | Vainqueur            | Gains totaux | OWGR points |
| ---------- | ------------------------------------------- | ----------------------- | -------------------- | ------------ | ----------- |
| 26/11/2017 | UBS Hong Kong Open                          |                         | Wade Ormsby          | 2 000 000 $  | 34          |
| 03/12/2017 | Australian PGA Championship                 |                         | Cameron Smith        | A$1 500 000  | 23          |
| 03/12/2017 | AfrAsia Bank Mauritius Open                 |                         | Dylan Frittelli      | 1 000 000 $  | 17          |
| 11/12/2017 | Joburg Open                                 |                         | Shubhankar Sharma    | R16 500 000  | 17          |
| 14/01/2018 | BMW SA Open                                 |                         | Chris Paisley        | R15 000 000  | 32          |
| 21/01/2018 | Abu Dhabi HSBC Championship                 |                         | Tommy Fleetwood      | 3 000 000 $  | 52          |
| 28/01/2018 | Omega Dubai Desert Classic                  |                         | Li Haotong           | 3 000 000 $  | 48          |
| 04/02/2018 | Maybank Championship                        |                         | Shubhankar Sharma    | 3 000 000 $  | 38          |
| 11/02/2018 | ISPS Handa Australian Open                  |                         | Kiradech Aphibarnrat | A$1,750,000  | 23          |
| 18/02/2018 | NBO Oman Open                               | Nouveau tournoi         | Joost Luiten         | 1 750 000 $  | 24          |
| 25/02/2018 | Commercial Bank Qatar Masters               |                         | Eddie Pepperell      | 1 750 000 $  | 24          |
| 04/03/2018 | WGC-Mexico Championship                     | World Golf Championship | Phil Mickelson       | 10 000 000 $ | 72          |
| 04/03/2018 | Tshwane Open                                |                         | George Coetzee       | R15,000,000  | 19          |
| 11/03/2018 | Hero Indian Open                            |                         | Matt Wallace         | 1 750 000 $  | 22          |
| 25/03/2018 | WGC-Dell Technologies Match Play            | World Golf Championship | Bubba Watson         | 10 000 000 $ | 74          |
| 08/04/2018 | The Masters                                 | Tournoi Majeur          | Patrick Reed         | 11 000 000 $ | 100         |
| 15/04/2018 | Open de España                              |                         | Jon Rahm             | 1 500 000 $  | 26          |
| 22/04/2018 | Trophée Hassan II                           |                         | Alexander Lévy       | 2 500 000 $  | 24          |
| 29/04/2018 | Volvo China Open                            |                         | Alexander Björk      | ¥20 000 000  | 32          |
| 13/05/2018 | Rocco Forte Sicilian Open                   |                         | Joakim Lagergren     | 1 000 000 $  | 24          |
| 20/05/2018 | Belgian Knockout                            |                         | Adrián Otaegui       | 1 000 000 $  | 24          |
| 27/05/2018 | BMW PGA Championship                        | Tournoi signature       | Francesco Molinari   | 7 000 000 $  | 64          |
| 03/06/2018 | Italian Open                                | Rolex Series            | Thorbjørn Olesen     | 7 000 000 $  | 38          |
| 10/06/2018 | Shot Clock Masters                          |                         | Mikko Korhonen       | 1 000 000 $  | 24          |
| 17/06/2018 | US Open                                     | Tournoi Majeur          | Brooks Koepka        | 12 000 000 $ | 100         |
| 24/06/2018 | BMW International Open                      |                         | Matt Wallace         | 2 000 000 $  | 24          |
| 01/07/2018 | HNA Open de France                          | Rolex Series            | Alex Noren           | 7 000 000 $  | 48          |
| 08/07/2018 | Dubaï Duty Free Irish Open                  | Rolex Series            | Russell Knox         | 7 000 000 $  | 38          |
| 15/07/2018 | Aberdeen Standard Investments Scottish Open | Rolex Series            | Brandon Stone        | 7 000 000 $  | 48          |
| 22/07/2018 | The Open Championship                       | Tournoi Majeur          | Francesco Molinari   | 10 500 000 $ | 100         |
| 29/07/2018 | Porsche European Open                       |                         | Richard McEvoy       | 2 000 000 $  | 24          |
| 05/08/2018 | Fiji International                          |                         | Gaganjeet Bhullar    | A$1,250,000  | 15          |
| 05/08/2018 | WGC-Bridgestone Invitational                | World Golf Championship | Justin Thomas        | 10 000 000 $ | 74          |
| 12/08/2018 | Championnat de la PGA                       | Tournoi Majeur          | Brooks Koepka        | 10 500 000 $ | 100         |
| 19/08/2018 | Nordea Masters                              |                         | Paul Waring          | 1 500 000 $  | 24          |
| 26/08/2018 | D+D Real Czech Masters                      |                         | Andrea Pavan         | 1 000 000 $  | 24          |
| 02/09/2018 | Made in Denmark                             |                         | Matt Wallace         | 1 500 000 $  | 24          |
| 09/09/2018 | Omega European Masters                      |                         | Matt Fitzpatrick     | 2 500 000 $  | 26          |
| 16/09/2018 | KLM Open                                    |                         | Wu Ashun             | 1 800 000 $  | 24          |
| 23/09/2018 | Portugal Masters                            |                         | Tom Lewis            | 2 000 000 $  | 24          |
| 07/10/2018 | Alfred Dunhill Links Championship           | Pro-Am                  | Lucas Bjerregaard    | 5 000 000 $  | 38          |
| 14/10/2018 | Sky Sports British Masters                  |                         | Eddie Pepperell      | 3 000 000 £  | 38          |
| 22/10/2018 | Andalucía Valderrama Masters                |                         | Sergio García        | 2 000 000 $  | 24          |
| 28/10/2018 | WGC-HSBC Champions                          | World Golf Championship | Xander Schauffele    | 10 000 000 $ | 66          |
| 04/11/2018 | Turkish Airlines Open                       | Rolex Series            | Justin Rose          | 7 000 000 $  | 36          |
| 11/11/2018 | Nedbank Golf Challenge                      | Rolex Series            | Lee Westwood         | 7 500 000 $  | 34          |
| 18/11/2018 | DP World Tour Championship                  |                         | Danny Willett        | 8 000 000 $  | 52          |